# Однопараметрична група
Означення однопараметричної групи або однопараметричної підгрупи пов'язано з неперервним гомоморфізмом групи
{\displaystyle \varphi :\mathbb {R} \rightarrow G}
з дійсної прямої {\displaystyle \mathbb {R} } (як адитивної групи) в деяку топологічну групу {\displaystyle G}. Якщо {\displaystyle \varphi } є ін'єкцією, то {\displaystyle \varphi (\mathbb {R} )}, образ, буде підгрупою {\displaystyle G}, ізоморфною {\displaystyle \mathbb {R} }.
Однопараметричні групи були введені Софусом Лі в 1893 році для означення нескінченно малих перетворень. Такі нескінченно малі перетворення створюють алгебру Лі, яка використовується для опису групи Лі довільної розмірності.
Дія однопараметричної групи на множину відома як потік. Гладке векторне поле на многовиді створює місцевий потік — однопараметричну групу локальних дифеоморфізмів, які переміщують точки вздовж інтегральних кривих векторного поля. Локальний потік векторного поля застосовується для визначення похідної Лі для тензорних полів уздовж векторного поля.